# Cristo deriso (van Dyck)
Cristo deriso è un dipinto del pittore fiammingo Antoon van Dyck realizzato circa nel 1628 e conservato nel Princeton University Art Museum a Princeton negli Stati Uniti d'America.